# Epidendrum trifidum
Epidendrum trifidum är en orkidéart som beskrevs av Rudolf Schlechter. Epidendrum trifidum ingår i släktet Epidendrum och familjen orkidéer.
Artens utbredningsområde är Colombia. Inga underarter finns listade i Catalogue of Life.